# إثيل ريد
إثيل ريد (بالإنجليزية: Ethel Reed)‏ هي مصممة جرافيك ومصممة وفنانة أمريكية، ولدت في 13 مارس 1874 في نيوبوريبورت في الولايات المتحدة، وتوفيت في 1912 في لندن في المملكة المتحدة.